# Regio IT
Die Regio IT GmbH (Eigenschreibweise „regio iT GmbH“, eingetragen im Handelsregister als „regio iT gesellschaft für informationstechnologie mbH“) ist ein kommunaler IT-Dienstleister in Nordrhein-Westfalen. Der Firmensitz ist am Standort Aachen angesiedelt. Weitere Niederlassungen befinden sich in Gütersloh und Siegburg. Die Regio IT beteiligt sich außerdem an anderen Gesellschaften und versteht sich selbst als „offene Kooperationsgesellschaft“. Im Jahre 2025 beschäftigt die Regio IT GmbH circa 750 Mitarbeiter. 2024 erwirtschaftete das Unternehmen einen Gesamtumsatz von rund 165 Mio. Euro.

## Auftraggeber / Kunden
Zu den Auftraggebern der Regio IT GmbH gehören Kommunen und Schulen, Energieversorger und Abfallentsorger sowie Non-Profit-Organisationen. Ihren Kunden bietet die Regio IT strategische und projektbezogene IT-Beratung, Integration, IT-Infrastruktur und Full-Service in vier Leistungsbereichen: IT Service und Betrieb, Verwaltung und Finanzen, Energie und Entsorgung, Bildung und Entwicklung.

## Geschichte
2003 wurde die Regio IT Aachen GmbH gegründet und war aus der 1967 gegründeten Aachener Datenverarbeitungsgesellschaft mbH und der 1975 gegründeten Gemeinsamen Kommunalen Datenverarbeitungszentrale hervorgegangen und privatrechtlich organisiert. Nach der Fusion mit der Anstalt öffentlichen Rechts Infokom im Jahre 2011 änderte sich die Gesellschaftsbezeichnung zu Regio IT GmbH. Seit der Fusion mit dem Civitec Zweckverband Kommunale Informationsverarbeitung im Jahr 2020 ist die Regio IT der größte kommunale IT-Dienstleister in Nordrhein-Westfalen. Thomas Neukirch kam für Civitec in Siegburg als neues Mitglied der Regio-IT-Geschäftsleitung hinzu. Andreas Poppenborg war seit 2012 Mitglied der Geschäftsleitung und für die Niederlassung in Gütersloh verantwortlich. Zum 1. Oktober 2022 trat Stefan Wolf in die Geschäftsführung der Regio IT ein. Bis zum Ausscheiden des Vorsitzenden der Geschäftsführung Dieter Rehfeld, der sich zum 30. Juni 2023 verabschiedete und zum 1. Juli 2023 die Geschäftsführung der Vote IT GmbH und der Elect IT GmbH übernahm, leiteten Dieter Rehfeld, Dieter Ludwigs und Stefan Wolf als Dreierspitze die Geschäfte des Unternehmens. Zum 1. Juli 2023 übernahm Dieter Ludwigs den Vorsitz der Geschäftsführung. Auch die regio iT-Niederlassung in Gütersloh steht seit 1. Juni 2023 unter neuer Leitung: Oliver Blanke folgt als neues Mitglied der regio iT-Unternehmensleitung auf Andreas Poppenborg, der vom Kreistag des Kreises Gütersloh zum Dezernenten für Personal, Finanzen und Zentrale Dienste gewählt wurde.
Seit 2009 ist die Regio IT dreifach nach international gültigen Standards zertifiziert und zwar nach ISO 9001, ISO 20000 und ISO 27001. Die Zertifizierung nach ISO 20000 verdankte das Unternehmen im Jahr 2013 der Einführung des Open IT Cockpit, einem mit der Umbrella-Software funktionierenden Open-Source-Tools. Um in Zeiten der Gesundheits- und Wirtschaftskrisen öffentliche Einrichtungen und Schulen bei der Digitalisierung und der Umstellung auf mobiles und flexibles Arbeiten, im Besonderen im Bereich des Home Office zu unterstützen, setzt die Regio IT GmbH seit den 2020er-Jahren auf die VMware Horizon.

## Beteiligungen
Folgende Gesellschafter beteiligen sich nach aktuellem Stand an der Regio IT GmbH (06/2022):
- Energieversorgungs- und Verkehrsgesellschaft mbh Aachen
- Zweckverband Infokom Gütersloh
- Städteregion Aachen
- Civitec – Zweckverband Kommunale Informationsverarbeitung
- Deutschsprachige Gemeinschaft Belgiens[14]
- Stadt Aachen
- Stadt Alsdorf
- Stadt Baesweiler
- Stadt Düren
- Beteiligungsgesellschaft Kreis Düren mbH
- Kupferstadt Stolberg
- Stadt Eschweiler
- Stadt Herzogenrath
- Stadt Monschau
- Gemeinde Roetgen
- Gemeinde Simmerath
- Stadt Würselen
- Stadt Solingen

Die Regio IT beteiligt sich zudem an folgenden Gesellschaften:
- Better Mobility GmbH (Unternehmen im Sektor Mobilität)
- Govdigital EG (bundesweite Genossenschaft zur Integration von IT-Lösungen im öffentlichen Sektor)
- OneMetering EG (Smart City)
- Votegroup (ehem. Berninger Software GmbH; Wahlsoftware Votemanager)
- Cogniport (Online-Schulungen und eLearning)
- Nextgov IT GmbH (spezialisiert auf kommunale Digitalisierung)
- Telecomputer GmbH (entwickelt Software-Lösungen im Verkehrswesen für Kommunen)
- ProVitako Marketing- und Dienstleistungsgesellschaft der kommunalen IT-Dienstleister eG
- PD – Berater der öffentlichen Hand GmbH
- Regio IT Beteiligungsgenossenschaft eG